# یازو، توتوری
یازو، توتوری (به لاتین: Yazu, Tottori) یک منطقهٔ مسکونی در ژاپن است که در استان توتوری واقع شده‌است. یازو  ۱۷٬۸۷۸ نفر جمعیت دارد.